# Campo Palomar Chico
Campo Palomar Chico är en ort i Mexiko.   Den ligger i kommunen Ayala och delstaten Morelos, i den sydöstra delen av landet, 70 km söder om huvudstaden Mexico City. Campo Palomar Chico ligger 1 276 meter över havet och antalet invånare är 129.
Terrängen runt Campo Palomar Chico är varierad. Runt Campo Palomar Chico är det ganska tätbefolkat, med 222 invånare per kvadratkilometer. Närmaste större samhälle är Cuautla Morelos, 4,0 km nordost om Campo Palomar Chico. Omgivningarna runt Campo Palomar Chico är en mosaik av jordbruksmark och naturlig växtlighet.